# Le Cheval de cirque
Le cheval de cirque est le titre donné par Joan Miró à plusieurs de ses toiles peintes à Paris de 1925 à 1927. C'est surtout pendant l'année 1927, pleine période de la peinture onirique, que l'artiste réalise au moins une dizaine de toiles sur le thème du cheval de cirque. 
Toutefois, on ne peut pas les ordonner en série. Il ne faut pas y chercher un sujet, Miró n'étant intéressé ni par le cheval, ni par le cirque. Il était alors obsédé par le mouvement circulaire ou en spirale, cherchant la transcription plastique de la parole de Lao-Tzu : « Bien que trente rayons convergent au moyeu, c'est le vide médian qui fait marcher le char .» La plupart de ces toiles contiennent un élément que « avec beaucoup de bonne volonté, on peut assimiler au cheval lui-même .»

## Paris, 1927
Cette année-là, commence pour Joan Miró sa période dite des peintures oniriques qui va de 1925 à 1927. Il peint à Paris une toile Le Cheval de cirque. 

### Description
Sur un fond bleu, à droite est figuré un cheval blanc dans un style enfantin. Il est représenté avec une tache marron, des yeux rouges, une crinière noire et un long cou ; la tête est orientée à gauche. Elle fait face à un rectangle noir-bleu sombre. Deux disques importants se trouvent à gauche de la toile (noir en haut, rouge en bas). Six petits disques sont disséminés sur le reste de la toile (noir, rouge, jaune).
voir la toile Le cheval de cirque, 1925

### Marché de l'art
La toile a été vendue pour 6,2 M€ à New York en 2007.

## Paris, 1925
Parmi la dizaine de toiles ayant pour thème le cheval de cirque, Joan Miró, peint à Paris une toile Peinture (Le Cheval de cirque), sur toile d'emballage  qui a été donnée en 1972 à la Smithsonian Institution par Joseph H. Hirshhorn (1899- 1981), industriel, financier et collectionneur d'art. 

### Description
La description faite par Jean-Louis Prat lors de la rétrospective  de l'œuvre peint de Miro à la fondation Maeght de Saint-Paul-de-Vence en 1990 souligne : « cela pourrait être le cheval, surtout à cause d'une partie rouge pendante, terminée par un point. Les cavaliers comprendront… On peut, à l'extrême rigueur, identifier la ligne blanche à une chambrière, ce fouet très long qu'utilisent les dresseurs dans un manège. »
Mais il s'accorde à dire, avec Jacques Dupin, qu'il ne faut pas trop chercher à analyser ces chevaux de cirque. Miró était parvenu à un  degré d'abstraction et de liberté souveraine qui est le contraire d'un jeu gratuit, une sorte de calligraphie inspirée,.
Sur fond marron ocre se détache la silhouette d'un cheval blanc avec une aile qui tient plus du coq ou de la poule que d'un équidé. Devant lui, un filet blanc descend jusqu'à terre (à hauteur du dresseur qui a disparu) pour remonter en hauteur, donnant une impression de lancé. À gauche, un petit rond jaune, en haut : un petit rond blanc, et sur la droite, une volute jaune à tête noire qui pourrait être l'écuyère.